# Poipet

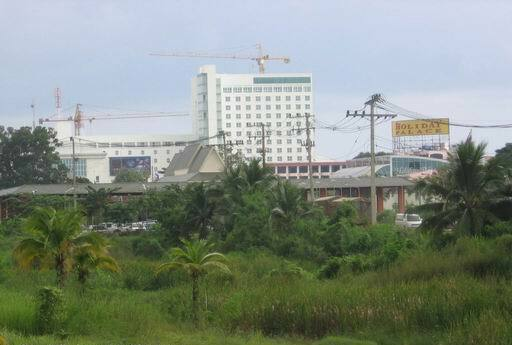
Skyline van Poipet

Poipet (Khmer: ប៉ោយប៉ែត) is een stad in Cambodja aan de grens met Thailand. De stad ligt in het district Ou Chrov, in de provincie Banteay Mean Cheay. De grensovergang met Thailand is een van de belangrijkste van het land. De stad is - nu gokken in Thailand erg populair, maar ook verboden is - ook erg populair vanwege de casino's. Tussen de Thaise en Cambodjaanse paspoortcontrole ligt een gebied met hotels en casino's, zodat de Thai en andere buitenlanders kunnen gokken zonder de grens met Cambodja over te hoeven gaan.  In Cambodja is gokken verboden voor Cambodjanen, buitenlanders mogen wel gokken.
Poipet grenst aan de Thaise stad Aranya Prathet. De stad is pas relatief recent belangrijk geworden door de grensoverschrijdende handel. Voorheen was provinciehoofdstad Sisophon de belangrijkste stad.  De bevolking van Poipet is gegroeid van 43.366 inwoners in 1998 tot 89.549 inwoners in 2008. Poipet is nu de vierde stad qua aantal inwoners, net voor Sihanoukville. De stad heeft ook meer inwoners dan provinciehoofdstad Sisophon.
Op 28 december 2022 was de brand in het  Grand Diamond City Hotel en Casino wereldnieuws.